# 東66線
東66線 歷坵－金崙，是位於台東縣的一條鄉道，東起台東縣金峰鄉歷坵村歷坵，西至台東縣太麻里鄉金崙村金崙，全長4.694公里。

### 路線說明
台東縣
- 金峰鄉：歷坵→ 金崙林道 → 太麻里鄉界
- 太麻里鄉：金峰鄉界 → 金峰鄉賓茂村（飛地）界
- 金峰鄉賓茂村：村界 → 賓茂 →太麻里鄉界
- 太麻里鄉： 賓茂村界 →  金崙4.694k（終點， 台9線岔路）

### 歷史沿革
| 東66線歷史沿革 | 東66線歷史沿革        | 東66線歷史沿革        |
| 年代           | 本編號沿革            | 本路線沿革            |
| -------------- | --------------------- | --------------------- |
| 1961年         | 空號                  | 編為 東44線           |
| 1983年         | 東44線改編為 東66線。 | 東44線改編為 東66線。 |

### 沿線設施
- 歷坵派出所
- 金崙溫泉
- 金峰鄉賓茂村為飛地

### 交會公路
- 台9線